# Araneus bastarensis
Araneus bastarensis là một loài nhện trong họ Araneidae.
Loài này thuộc chi Araneus. Araneus bastarensis được Pawan U. Gajbe miêu tả năm 2005.